# Boțești, Vaslui
Botesti là một xã thuộc hạt Vaslui, România. Dân số thời điểm năm 2002 là 2304 người.